# 多姆扎萊附近盧科維察
多姆扎萊附近盧科維察（斯洛維尼亞語： 發音：[ˈluːkɔʋitsa pɾi dɔmˈʒaːlax]），是斯洛維尼亞上卡尼奧拉地區東部卢科维察市镇的聚居地及行政中心。

## 地名
1955年，該聚居地的名稱從盧科維察更改為多姆扎萊附近盧科維察。過去，德語地名是 Lukowitz。

## 外部連結
- 维基共享资源上的相關多媒體資源：多姆扎萊附近盧科維察
- Lukovica pri Domžalah on Geopedia （页面存档备份，存于）